# Escoire
Escoire é uma comuna francesa na região administrativa da Nova Aquitânia, no departamento Dordonha. Estende-se por uma área de 3,95 km². Em 2010 a comuna tinha 424 habitantes (densidade: 107,3 hab./km²).